# Neulindenau
Neulindenau ist ein Ortsteil von Leipzig im Stadtbezirk Altwest. Als 1992 bei der kommunalen Neugliederung Leipzigs in Ortsteile mit vergleichbarer Einwohnerzahl eingeführt wurden, entstanden aus dem Stadtteil Lindenau und einigen angrenzenden Bereichen die Ortsteile Lindenau, Altlindenau und Neulindenau. In der Nummerierung der Ortsteile trägt Neulindenau die Nummer 72.

## Lage

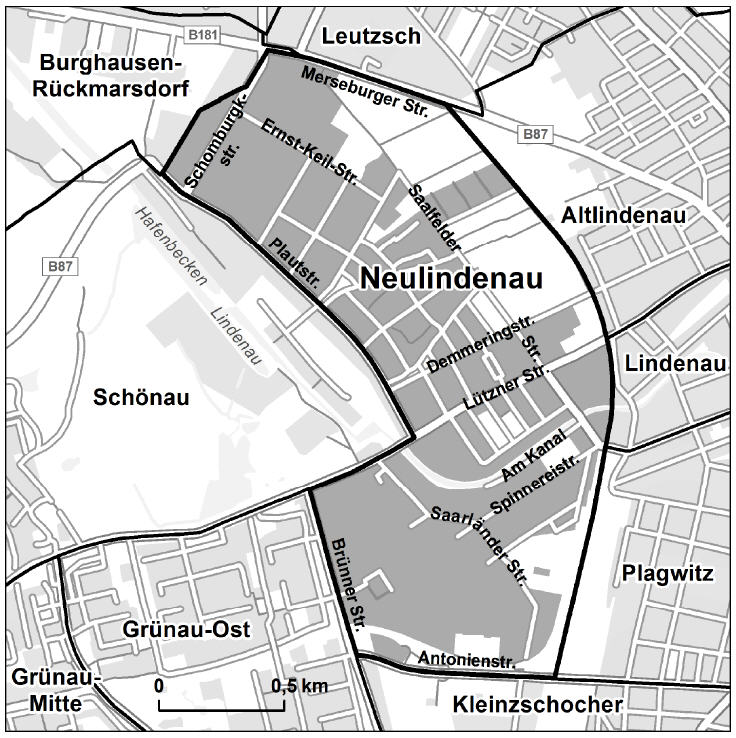
Neulindenau und seine Nachbarn

Neulindenau liegt in westlicher Richtung etwa vier Kilometer vom Stadtzentrum entfernt. Seine Grenze bilden die Merseburger Straße, die Bahnstrecke Leipzig–Probstzella, die Antonien- und die Brünner Straße, die Lützner und die Plautstraße sowie ein Grenzstück parallel zur Schomburgkstraße. Die wichtigste, den Ortsteil querende Straße ist die Lützner Straße.
Die benachbarten Ortsteile sind von Norden im Uhrzeigersinn Leutzsch, Altlindenau, Lindenau, Plagwitz, Kleinzschocher, Grünau-Ost, Schönau und Burghausen-Rückmarsdorf.

## Ortscharakteristik
| Flächennutzung        | %  |
| --------------------- | -- |
| Industrie und Gewerbe | 32 |
| Landwirtschaft        | 28 |
| Wohnungsbau           | 19 |
| Verkehr               | 9  |
| Wald                  | 8  |
| Erholung              | 3  |
| Wasser                | 1  |

Die Tabelle der Flächennutzung lässt erkennen, dass Neulindenau etwa dreigeteilt ist zwischen industrieller, landwirtschaftlicher und Nutzung der Fläche zu Wohnzwecken.
Die industrielle Nutzung ist im Süden südlich des Karl-Heine-Kanals und im Nordwesten im Anschluss an das Dunckerviertel angesiedelt. Der Süden ist Teil des ehemaligen, in der Gründerzeit entstandenen großen Industriekomplexes Lindenau-Plagwitz, hier mit Schwermaschinenbau (Unruh & Liebig) und Textilindustrie (Leipziger Baumwollspinnerei). Unruh & Liebig, zur DDR-Zeit Kirow-Werk, wurde nach der deutschen Wiedervereinigung zur Kirow Ardelt GmbH, dem Weltmarktführer für Eisenbahndrehkrane. Auf dem Gelände der abgewickelten Baumwollspinnerei entwickelte sich mit der Halle 14, zwölf Galerien (darunter Eigen + Art) sowie Ateliers für etwa 100 Künstler (darunter Neo Rauch, Matthias Weischer und Tilo Baumgärtel) ein Kulturzentrum. Das Industriegebiet im Nordwesten mit kleinen und mittleren Betrieben entwickelte sich erst nach dem Zweiten Weltkrieg. Auf dem Kirow-Gelände wurde 2020 das futuristische Bauwerk der Niemeyer-Kugel fertiggestellt.
Der Wohnbereich liegt ziemlich geschlossen zwischen Groitzscher und Bienerstraße, wobei der nördliche Teil, das Dunckerviertel, erst ab 1950 als erster Wohnkomplex Leipzigs nach dem Zweiten Weltkrieg entstand.
Unter landwirtschaftlicher Nutzung erscheint in der Tabelle der große Kleingartenkomplex zwischen der Bahnlinie und der Saalfelder Straße.

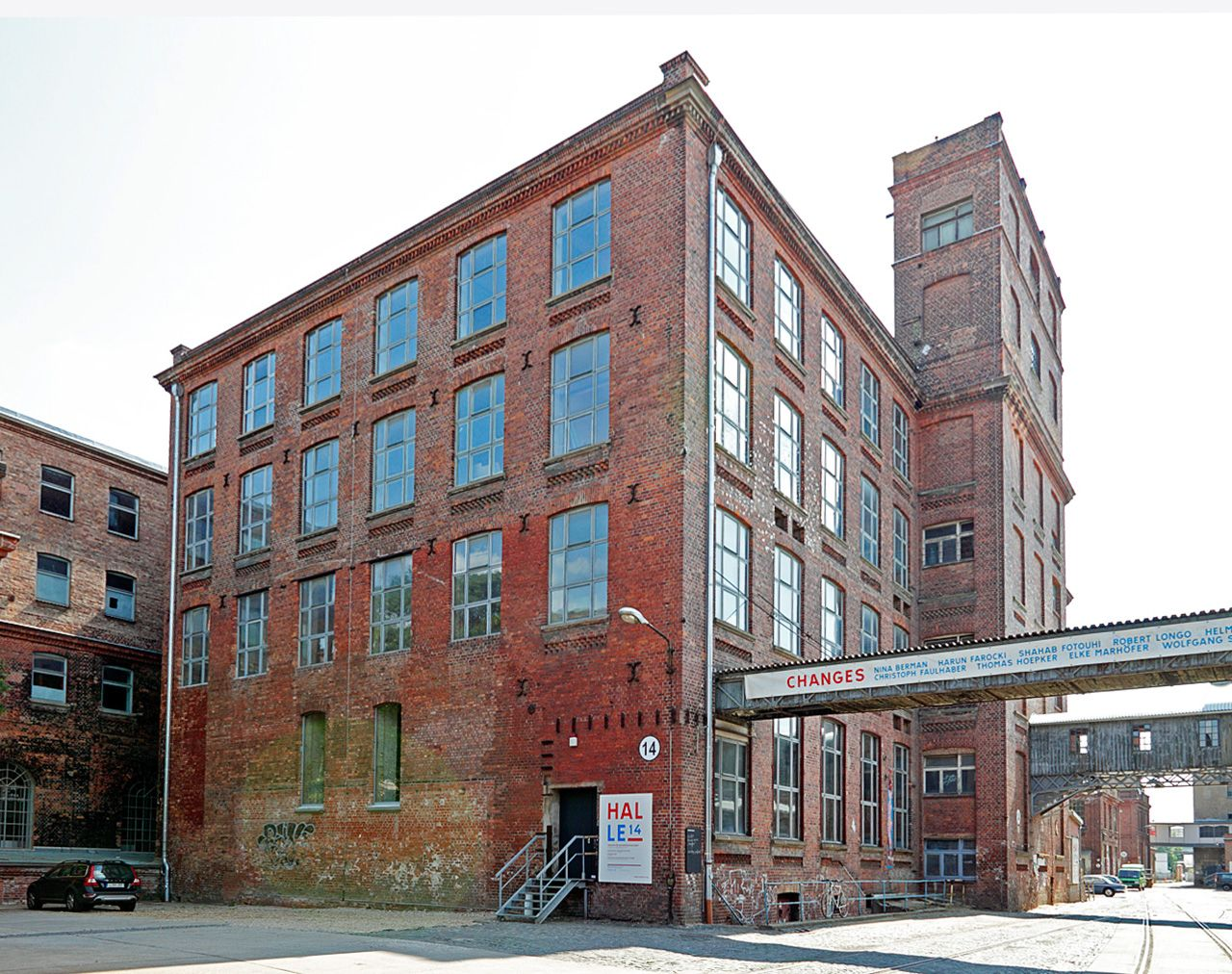
Spinnereigelände Halle 14 (2011)
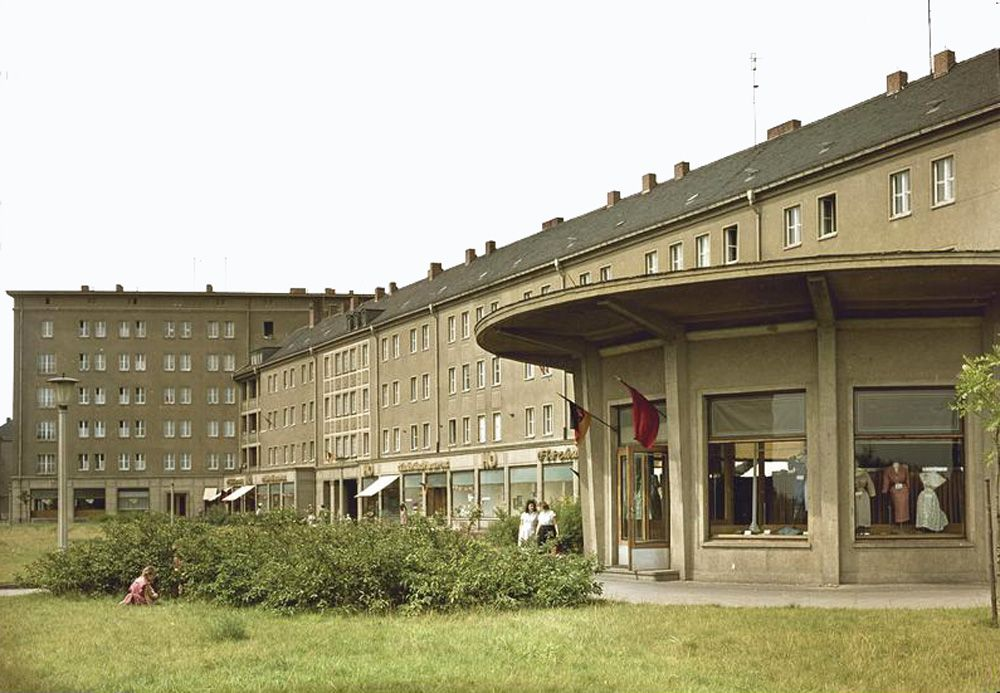
Im Dunckerviertel (1960)
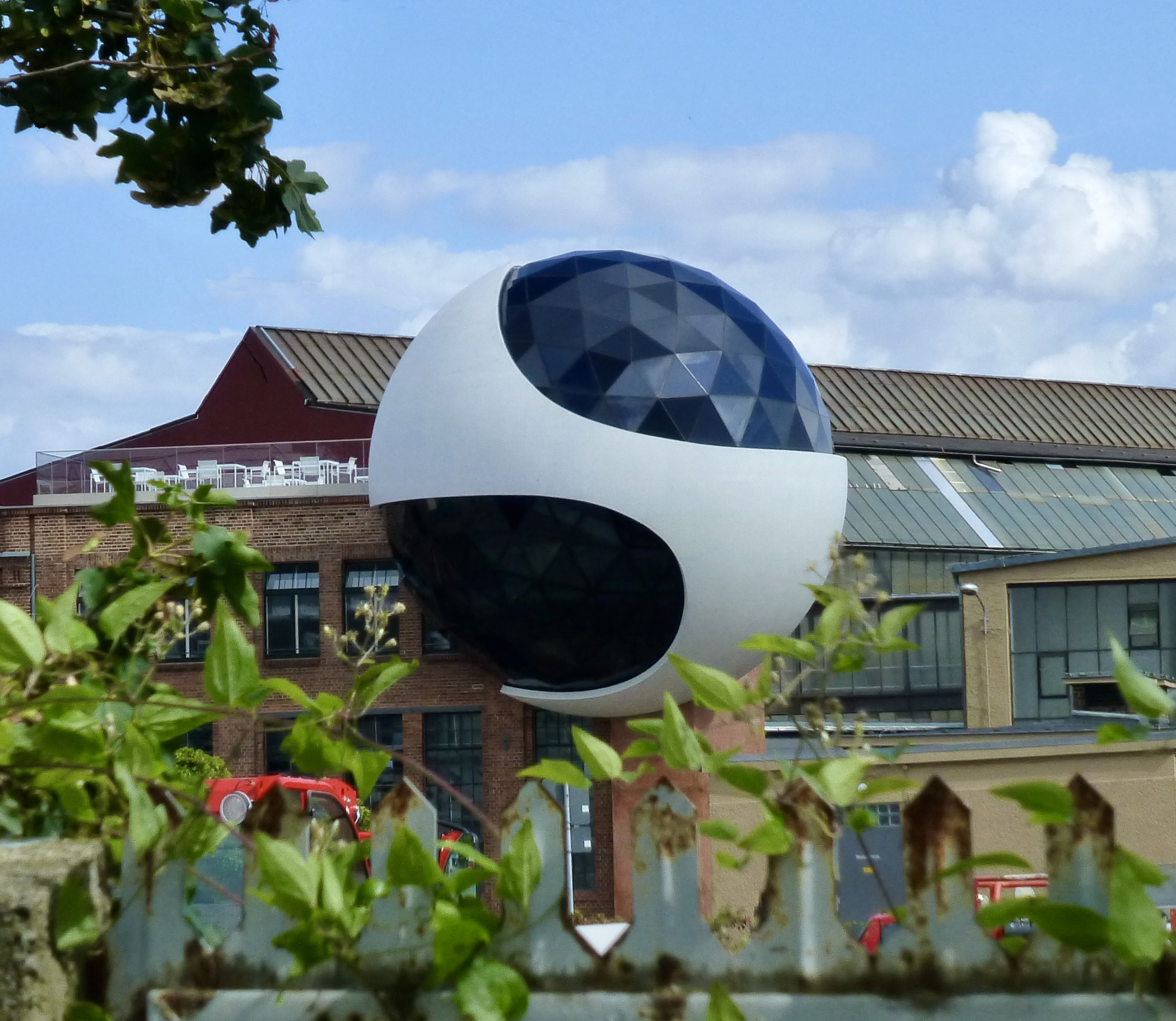
Niemeyer-Kugel (2020)

## Bevölkerung
| Jahr | Einwohner |
| ---- | --------- |
| 2000 | 5.201     |
| 2005 | 5.178     |
| 2010 | 5.565     |
| 2015 | 6.690     |
| 2020 | 7.072     |
| 2024 | 8.431     |

Stand: 31.12. des jeweiligen Jahres

## Weitere Informationen
Zu Einzelheiten des Ortsteils, wie etwa zur Geschichte, sei auf den Hauptartikel über den Stadtteil Lindenau verwiesen.